# Kontojärvi (sjö i Finland)
Kontojärvi är en sjö i Finland. Den ligger i kommunen Rovaniemi i landskapet Lappland, i den norra delen av landet, 700 km norr om huvudstaden Helsingfors. Kontojärvi ligger 110,2 meter över havet. Den är 19,5 meter djup. Arean är 3,42 kvadratkilometer och strandlinjen är 16 kilometer lång. Sjön  ingår i Kemi älvs huvudavrinningsområde.   Den sträcker sig 5,6 kilometer i nord-sydlig riktning, och 2,1 kilometer i öst-västlig riktning.
I övrigt finns följande i Kontojärvi:
- Hanskinsaari (en ö)
- Kotasaari (en ö)
- Kojusaari (en ö)

I övrigt finns följande vid Kontojärvi:
- Lauttusjoki (ett vattendrag)
- Mukkajärvi (en sjö)